# 熊面鯉
熊面 鯉（くまづら こい、1965年6月5日 - ）はプレステージ所属の俳優。神奈川県出身。日本大学芸術学部演劇学科卒業。身長177cm・体重67kg。特技は料理・殺陣。本名は丸山 久哉（まるやま　ひさや）。

## 人物
熊面鯉という芸名は、脚本家の三谷幸喜が「役者として成功する名前」として考えたもので、一度は相島一之に進呈されるが、相島が使わなかったため、2001年に「熊面鯉争奪オーディション」が行われ、勝ち取ったものである。

## 出演

### 舞台
- デイトリッパー・なに見て跳ねる
- That's会議show
- 八犬伝
- 新撰組／維新士
- 三剣士
- パンチョDEポンゴRE2

### テレビドラマ
- 新選組!（2004年、NHK） - 隊士・尾関雅次郎 役
- 陽炎の辻〜居眠り磐音 江戸双紙〜3（2009年、NHK）
- 水戸黄門第43部 第2話「人情長屋で待つ女 -品川-」（2011年7月11日、TBS / C.A.L） - 佐吉 役
- 水曜ミステリー9 鉄道警察官・清村公三郎11（2014年10月1日、テレビ東京） - 加藤 役

### 映画
- THE 有頂天ホテル